# Basiliolella grayi
Basiliolella grayi är en armfotingsart som först beskrevs av Woodward 1855.  Basiliolella grayi ingår i släktet Basiliolella och familjen Basiliolidae. Inga underarter finns listade i Catalogue of Life.